# Racines (roman, Hobb)
Pour les articles homonymes, voir Racine.
Racines est un roman de fantasy écrit par Robin Hobb. Traduction française du troisième tiers du livre original Renegade's Magic publié en 2007, il a été publié en français le 24 mars 2010 aux éditions Pygmalion et constitue le huitième et dernier tome du cycle Le Soldat chamane.

## Résumé
Fils-de-Soldat, suivant les conseils de Lisana, se rend chez Kinrove afin de le prier d'utiliser sa magie pour tenter d'unifier Fils-de-Soldat et Jamère Burvelle. Grâce à une danse magique exécutée par Kinrove et Fils-de-Soldat, ce dernier tombe dans une transe si profonde que Jamère, en tentant de reprendre le contrôle de son corps, fusionne avec Fils-de-Soldat. La magie se déverse alors totalement en eux et leur esprit unifié voyage alors. Jamère se rend successivement chez sa tante, qu'il aiguille pour qu'elle parle à la reine des croyances ocellionnes, puis chez sa sœur, à qui il révèle l'emplacement, près de sa demeure, de ce qui pourrait être un gisement d'or. Le nouveau Jamère, entier pour la première fois depuis sa première rencontre avec Lisana, réintègre ensuite son corps mais la dépense d'énergie liée à la magie a été telle que son corps est à l'article de la mort. Il se rend alors auprès du tronc de Lisana, au pied duquel pousse un jeune arbre. Les Ocellions qui les suivent l'attache alors à cet arbre afin qu'il puise les dernières énergies du corps et permette ainsi à l'âme de Jamère de se transférer dans l'arbre.
Une fois la transformation effectuée, l'arbre Jamère reçoit la visite d'Orandula, le dieu de la mort et de l'équilibre que Jamère avait dérangé au cours du mariage de son frère Posse et qui depuis n'a de cesse de lui demander une vie ou une mort en réparation. Jamère choisit la mort, aidé en cela par Lisana, pensant qu'ainsi Orandula s'emparerait de son corps défunt attaché à son arbre. C'est ce que commence à faire Orandula et Jamère, sous les affres de la douleur, s'évanouit. Mais Jamère se réveille ensuite et constate avec effarement qu'il a retrouvé un corps, le corps qui était le sien quand il était à l'école de la cavalla c'est-à-dire sans aucun embonpoint mais également sans aucune affinité avec la magie. Il est alors rejeté par les Ocellions qui le prennent pour un fantôme du corps de leur Opulent. Il retourne alors vers Guetis et se rend au cimetière, où Quésit, son ami militaire, a pris son poste. Il retrouve ensuite Épinie ainsi que sa toute jeune fille née quelques mois auparavant, puis Spic qui leur apprend l'arrestation d'Amzil pour un meurtre qu'elle avait commis une année auparavant. Tous trois mettent alors au point un plan visant à la délivrer.
Le plan fonctionne et Jamère s'enfuit de Guetis avec Amzil et ses trois enfants et ils partent ensuite s'installer plus à l'Est où Jamère découvre que le gisement d'or qu'il avait désigné à sa sœur a permis à sa famille de devenir riche mais a également entraîné toutes les forces du roi vers cet emplacement et désormais la construction de la route du roi est abandonnée.